# 사무국 (스포츠)
사무국은 스포츠 구단을 직접 운영하는 행정 업무를 주로 수행하는 사무 조직과 사람들을 가르키는 단어이다. 프런트(Frout)라는 이름으로도 불린다.

## 설명
사무국은 프로 야구와 프로 축구를 비롯한 각종 스포츠 프로 구단과 그외 일반적인 모든 스포츠 구단들을 운영하고 관리하는 역할을 수행한다. 스포츠 구단의 단장과 스포츠 구단과 직접 계약하여 운영하는 기업의 사장과 회장도 사무국에 속한다. 사무국은 스포츠 구단의 향후 운영 계획, 트레이닝 및 교육, 스포츠 선수의 관리, FA 자유 계약 선수와의 계약, 스포츠 구단과 스포츠 구단 간의 선수 맞트레이드 등으로 스포츠 구단에 관련된 모든 업무를 주로 실행한다. 그외에도 스포츠 구단의 적극적인 홍보를 하는 곳도 사무국이며 한 스포츠 구단의 감독과 코치의 임명 및 선수, 감독, 코치와의 계약도 모두 사무국에서 하는 업무이다. 프로 스포츠 구단뿐만 아니라 모든 스포츠 구단에는 전부 구단을 운영하는 사무국이 존재한다.

## 같이 보기
- 스포츠
- 기업